# 세바스티앵 르페브르
세바스티앵 르페브르(Sébastien Lefebvre, 1981년 6월 5일 ~ )는 캐나다의 음악가로, 심플 플랜의 기타리스트로 활동하고 있다.